# 星際寶貝：史迪奇
《星際寶貝：史迪奇》（英語：Lilo & Stitch）是一部2025年美國科幻喜劇片，改編自2002年動畫電影《星際寶貝》。該片由狄恩·弗萊舍·坎普執導，克里斯·科卡尼奧卡拉尼·布萊特和邁克·范·韋斯共同編劇，麥雅·凱洛哈、克里斯·桑德斯、查克·葛里芬納奇、比利·馬格努森、席德妮·阿奎東、凱波·迪杜瓦、蒂雅·卡瑞拉和寇特尼·B·凡斯主演。
《星際寶貝：史迪奇》2025年5月17日在埃爾卡皮坦劇院首映；2025年5月23日在美國院線上映。該片獲得了影評人的普遍好評，票房收入達到9.72億美元，成為2025年票房第二高的電影，僅次於《哪吒之魔童鬧海》，也是《星際寶貝》系列中票房最高的電影。

## 劇情
在克威提克萬星系的圖羅星附近的太空船上，強霸·卓奇霸博士因非法基因實驗而被銀河聯邦審判，他的創造物「實驗品626號」被當作證據呈堂。強霸被判有罪，遭到監禁，實驗室也將被摧毀；而626號因無法證明自己能在社會中生存，也被判處流放。然而，626號迅速逃脫，劫持了一艘太空警察巡邏艦，並啟動超光速引擎逃往地球。銀河議會女議長於是提議，只要強霸能抓回626號，就可給予他自由與重建實驗室的機會，並派他與被任命為「地球專家」的獨眼霹靂特務一同前往地球。
在夏威夷的考艾島上，一位名叫莉蘿的夏威夷女孩因姐姐蘭莉遲到未能觀賞她的呼啦舞表演而感到沮喪，又將欺負她的同學梅托推下舞台，結果被趕出舞蹈班。回到家後，社工柯柯亞女士來訪，發現蘭莉無法妥善照顧自己與莉蘿，並要求蘭莉在一週內整理房子、補滿冰箱食物、繳清逾期帳單，並為她和莉蘿辦好健保。
當晚，莉蘿與蘭莉在爭吵後和好，莉蘿看到天空中的「流星」（實為626號墜毀的太空船）並許下交朋友的願望。626號墜落在一場婚禮上，隨後被觀光電車撞昏。
隔日，裴雷凱家的鄰居圖圖帶莉蘿到動物收容所，626號此時也在其中。626號意識到強霸與獨眼霹靂正在偽裝成人類追捕他，便趕緊被莉蘿收養，令蘭莉非常為難，因她還得帶著兩人去自己與朋友大衛·卡維那工作的度假村。蘭莉一句話讓莉蘿給626號取名為「史迪奇」。莉蘿與史迪奇在度假村玩得開心，但史迪奇引發火災，導致蘭莉被解雇。
隔天，柯柯亞再次來訪，這次還帶來了自稱社工的中情局探員光頭先生，他正在調查史迪奇的出現。柯柯亞得知蘭莉被解雇，要求她立刻找到新工作。蘭莉到處面試，但莉蘿與史迪奇總是闖禍，讓她屢屢失敗。莉蘿後來看到一張招聘海報，是招募新任衝浪教練的，便拿給蘭莉看。蘭莉應徵上後，與莉蘿、史迪奇一同在海灘衝浪慶祝。結果強霸與獨眼霹靂駕駛水上摩托試圖抓史迪奇，導致眾人衝浪失敗，史迪奇因太重無法浮起，不小心讓莉蘿差點溺水。
莉蘿雖在醫院被判健康無礙，但蘭莉發現她沒有健保無法支付醫療費。柯柯亞得知後表示夏威夷州政府可以負擔費用，但條件是蘭莉需放棄莉蘿的監護權。蘭莉無奈同意。當晚，姐妹倆共度最後一夜，史迪奇也意識到自己是造成一切混亂的原因，悄悄回到動物收容所。
同時，銀河議會女議長因強霸的無能宣告取消協議，命令獨眼霹靂將他押回圖羅星，但強霸決定自己以暴力方式逮捕史迪奇，獨自行動。
隔日一早，柯柯亞與柯布拉來接莉蘿，卻發現她失蹤，三人開始尋找。莉蘿找到在收容所的史迪奇並安慰他，結果強霸出現，逼迫史迪奇與莉蘿逃回裴雷凱家，雙方展開混戰，房屋損毀嚴重。強霸告訴莉蘿史迪奇只是利用她保護自己，讓史迪奇愧疚地投降。
強霸用傳送槍將史迪奇與自己一起帶上太空船，並將其關入艙體，打算把他升級成「實驗品627號」以抹除情感。但莉蘿偷偷上船救出史迪奇，還讓強霸被彈出艙外。太空船墜入海中，莉蘿被壓在殘骸下，史迪奇救出她但自己無法上浮，只能將她推上水面，自己則溺水。
蘭莉與大衛及時趕到救起莉蘿，但她拒絕離開史迪奇。大衛帶莉蘿回岸上，蘭莉則跑入海中將史迪奇救回，但他已無呼吸。蘭莉、大衛、圖圖、柯布拉與獨眼霹靂（被光頭先生找到）試圖用跳電方式讓他復活，雖一度失敗，但史迪奇最終甦醒，大家都鬆了一口氣。
此時，銀河議會女議長到來，再度逮捕強霸，並打算帶走史迪奇，但在見證史迪奇與這個家庭的情感後，決定讓他流放於地球，與他的新家庭生活。
裴雷凱一家、史迪奇、大衛、圖圖、柯布拉與獨眼霹靂回到已嚴重毀損的家中，柯柯亞隨後現身，建議蘭莉將莉蘿的監護權轉給大衛與圖圖，這樣莉蘿就不需離開家。眾人一起修復家園，開始幸福的生活。
在片尾彩蛋中，蘭莉已就讀加州大學聖地牙哥分校，主修海洋生物學，但她仍會利用強霸的傳送槍回到考艾島與莉蘿和史迪奇共度夜晚。

## 演員
- 麥雅·凱洛哈（Maia Kealoha）飾演莉蘿：6歲的夏威夷族小女孩，喜歡草裙舞、衝浪和野生動物。
- 克里斯·桑德斯聲演史迪奇：被稱為626號實驗品的非法外星基因實驗生物，目前被莉露收養。桑德斯回歸聲演該角色。
- 查克·葛里芬納奇聲演強霸博士（英语：Dr. Jumba Jookiba）：創造史迪奇的瘋狂科學家。
- 比利·馬格努森聲演獨眼霹靂（英语：Pleakley）：銀河系聯邦艦隊特工。
- 席德妮·阿奎東（Sydney Agudong）飾演蘭莉（英语：Nani Pelekai）：莉蘿的18歲姐姐兼監護人。
- 凱波·迪杜瓦（Kaipo Dudoit）飾演大衛（英语：David Kawena）：18歲社區學院學生，喜歡蘭莉和衝浪。
- 蒂雅·卡瑞拉飾演克考亞太太（Mrs. Kekoa）：55歲社會工作者，負責莉露個案。卡瑞拉此前曾在原版電影擔任蘭莉的配音員。
- 寇特尼·B·凡斯飾演光頭先生（英语：Cobra Bubbles）：負責抓捕史迪奇的中央情報局特工。
- 艾美·希爾（英语：Amy Hill）飾演圖圖（Tūtū）：大衛的70多歲祖母。希爾先前曾在原版電影中擔任長谷川太太的配音員。
- 李截飾演夏威夷宴會經理。李之前曾在原版電影擔任大衛的配音員。
- 汉娜·沃丁厄姆声演星际议长（The Grand Councilwoman）：强霸与独眼霹雳的上司，最终让史迪奇留在地球。

## 製作

### 發展
2018年10月3日，華特迪士尼影業宣布正在開發一部改編自2002年動畫電影《星際寶貝》的真人電腦動畫電影。該片原定由麥克·范·韋斯（Mike Van Waes）編劇，林暐和喬納森·艾瑞克擔任製片人，瑞恩·哈普林聯合製片。同月，范·韋斯透露他開始編寫劇本。2020年11月，朱浩偉為執導電影開始進行談判，而據報導范·韋斯已離開了該計劃，迪士尼正在尋找新的編劇重寫劇本。2022年7月，據報導狄恩·弗萊舍·坎普擔任導演，而克里斯·科卡尼奧卡拉尼·布萊特（Chris Kekaniokalani Bright）正在為重寫劇本一事進行談判，並於2023年2月確認擔任編劇。

### 選角
2023年2月，查克·葛里芬納奇參演。據《TheWrap》報導葛里芬納奇將為獨眼霹靂配音。然而，2023年4月，據《好萊塢報導》稱葛里芬納奇為強霸博士配音。2023年3月，新人演員麥雅·凱洛哈（Maia Kealoha）獲選成為莉露的飾演者。2023年4月，比利·馬格努森和席德妮·阿奎東（Sydney Agudong）參演，分別聲演獨眼霹靂和飾演蘭莉。同月，卡希奧·馬查多（Kahiau Machado）和寇特尼·B·凡斯參演，分別飾演大衛和光頭先生。《星際寶貝》的原配音員之一的蒂雅·卡瑞拉和艾美·希爾將飾演原創角色，而克里斯·桑德斯為回歸聲演史迪奇進行最後談判。4月底，馬查多因為種族歧視言論遭到臨時換角，他的角色改由凱波·迪杜瓦（Kaipo Dudoit）飾演。馬查多後來於Instagram上道歉。

### 拍攝
該片原定於2023年3月13日於歐胡島開始進行主體拍攝，並預計於6月16日殺青。拍攝後來延遲至4月17日開始進行。

## 發行
《星際寶貝：史迪奇》最初計畫在Disney+串流發行，後來改於2025年5月23日在美國院線上映。

## 宣傳

### 數位行銷
迪士尼真人版電影《星際寶貝：史迪奇》行銷延續動畫版風格，主打「打破第四面牆」設定，除了讓史迪奇在超級盃廣告中衝上球場，並在看板上咬破自己電影的招牌外，也延續2002年原作的創意橋段，讓史迪奇再次亂入迪士尼各大經典場景：偷吃《白雪公主》的毒蘋果、穿上《仙履奇緣》仙度瑞拉的玻璃鞋、打碎《美女與野獸》的玫瑰花、啃咬《阿拉丁》的神燈，甚至將剛換成《新復仇者聯盟》的《雷霆特攻隊*》電影大看板變為史迪奇「撕碎」《新復仇者聯盟》海報的樣式，為角色增添話題性，展現其調皮的形象。
《星際寶貝：史迪奇》預告片上線24小時即成為迪士尼歷來觀看次數第2高的真人電影預告（1.58億次），超級盃廣告觀看數亦在24小時內突破1.8億次，創下迪士尼數位行銷新高。在台灣，包含預告、搶先看與幕後花絮等史迪奇相關影片，在各大社群平台的總點擊數亦已突破百萬。
5月16日，在《星际宝贝史迪奇》中国大陆首映礼上，新生代歌手黄子弘凡首次献唱电影中文版主题曲。并在5月23日，迪士尼官方发布电影中文主题曲暨中文片尾曲《让爱燃烧》。

### 實體宣傳
為配合迪士尼真人版電影《星際寶貝：史迪奇》於2025年5月22日在台上映，迪士尼在台北市微風松高百貨H&M前展出高達1.5層樓的史迪奇巨型雕像。該雕像由迪士尼耗時10個月打造，細節高度還原，自5月19日至6月1日期間限定展出，成為粉絲拍照打卡的熱門景點。

## 迴響

### 評價
這部電影獲得了平淡的評價，根据評論匯總网站爛番茄汇总的213篇评论文章，72%的评论家给予该作正面评价。该网站总结的评论家共识是“雖然未能完全重現原作那種充滿活力的奇幻想像，但仍成功捕捉到原作的可愛魅力，《星際寶貝：史迪奇》作為迪士尼經典的真人翻拍，表現可圈可點。”。爛番茄觀眾給出92％新鮮好評，及CinemaScore榮獲A等高評價。在Metacritic上，39位影評人共給予了53分的分數（滿分100分），這部電影獲得了「評價褒貶不一或一般」。 PostTrak的觀眾調查則顯示，90%的觀眾對該片持正面評價，81%的人表示他們會推薦這部電影。
針對真人版的一些改動也引發了批評，包括刪除獨眼霹靂的變裝橋段、刪除鋼圖鑑長的角色、強霸被重新定位為主要反派，以及蘭莉放棄對莉蘿的監護權等決定。

### 票房
《星際寶貝：史迪奇》首週末在全球多國票房奪冠，累積超越3.4億美元，超越同期多部強檔大片。北美方面，陣亡將士紀念長週末票房高達上看超過1億8千萬美元，刷新該檔期歷來最高紀錄。台灣方面，首週末票房也寫下新台幣3,000萬圓佳績。
| 上一届： 《絕命終結站 血脈》        | 2025年美國週末票房冠軍 第21-23週  | 下一届： 《馴龍高手》               |
| 上一届： 《不可能的任務：最終清算》 | 2025年日本週末票房冠軍 第23-24週  | 下一届： 《國寶》                   |
| 上一届： 《職業特工隊：最終清算》   | 2025年香港一週票房冠軍 第22-23週  | 下一届： 《馴龍記》                 |
| 上一届： 《職業特工隊：最終清算》   | 2025年香港週末票房冠軍 第23-24週  | 下一届： 《馴龍記》                 |
| 上一届： 《水餃皇后》               | 2025年中国内地一周票房冠军 第19週 | 下一届： 《不可能的任務：最終清算》 |

## 外部連結
- 互联网电影数据库（IMDb）上《星際寶貝：史迪奇》的资料（英文）
- AllMovie上《星際寶貝：史迪奇》的资料（英文）
- Box Office Mojo上《星際寶貝：史迪奇》的资料（英文）
- Metacritic上《星際寶貝：史迪奇》的資料（英文）
- 爛番茄上《星際寶貝：史迪奇》的資料（英文）
- 開眼電影網上《星際寶貝：史迪奇》的資料（繁體中文）
- 豆瓣电影上《星際寶貝：史迪奇》的資料 （简体中文）
- 时光网上《星際寶貝：史迪奇》的資料（简体中文）